# Liste des commanderies templières dans les Marches
Cette liste recense les anciennes commanderies et maisons de l'ordre du Temple dans l'actuelle région des Marches en Italie

## Histoire et faits marquants
La région des Marches était divisée en plusieurs territoires à l'époque des Templiers. Il est important de distinguer également deux périodes, à savoir le XIIe siècle puis le XIIIe siècle qui marque la création de la Marche d'Ancône, possession des états pontificaux et l'apparition des communes libres.
Mais ce sont surtout les relations conflictuelles entre le Saint-Empire romain germanique et la papauté qui eurent un impact sur la présence templière dans cette région, marquée par la rivalité entre guelfes et gibelins.
Les entités politiques majeures du XIIIe siècle étaient les suivantes : (entre parenthèses, les provinces actuelles)
- Au Nord, une partie du comté d'Urbino (Montefeltro). (Pointe nord de la Province de Pesaro et d'Urbino)
- Au Centre, la Marche d'Ancône. (Province d'Ancône et province de Macerata)
- Au Sud, les communes libres comme Ascoli Piceno et Fermo qui s'opposaient. (Province d'Ascoli Piceno et province de Fermo)

On citera comme exemple Frédéric II de Hohenstaufen, natif de cette région (Jesi) qui signa lorsqu'il était Empereur le traité de Jaffa en 1229, lui permettant de récupérer sans combattre la ville de Jérusalem et de se couronner roi de Jérusalem la même année. Ce traité déplut fortement aux Hospitaliers et aux Templiers, car Frédéric II était sous le coup d'une excommunication prononcée par Grégoire IX en 1227. L'empereur confisqua alors tous les biens de ces deux ordres militaires dans le Saint-Empire, se rendit en Italie et entreprit l'invasion des États pontificaux (à savoir le Latium, l'Ombrie et la Marche). Il marcha même sur Rome en 1241, pour empêcher la tenue du conseil devant valider sa seconde excommunication demandée par le pape Grégoire IX. Mais celui-ci mourut, et l'empereur mis fin au siège de Rome, mais de façon provisoire, car il marcha à nouveau sur la ville à deux reprises, lors des 18 mois nécessaires au conclave pour choisir le nouveau pape Innocent IV.
Cette forte instabilité politique eut des conséquences sur l'implantation des templiers qui, relevant du Pape, étaient en butte à l'opposition gibeline qui soutenait l'Empereur. Sans compter les litiges avec les autres ordres religieux concernant leurs possessions respectives comme avec les dominicains en 1286 au sujet des terres sises à Camerino, querelle qui fut réglée par une bulle du Pape Honorius IV.
Les commanderies et maisons du Temple de la Marche d'Ancône formaient une baillie aux ordres d'un précepteur, lui-même aux ordres du maître de la province d'Italie mais rien ne permet de certifier que cette baillie correspondait exactement à l'actuelle région des Marches.
Un seul templier de cette région fut interrogé pendant le procès qui entraîna la suppression de l'ordre du Temple. L'évêque de Fano et de Jesi, Giacomo Ier ayant reçu l'ordre d’arrêter le précepteur de cette baillie. Il fut interrogé à Fano.

## Possessions templières
* château ⇒ CH, baillie (Commanderie principale) ⇒ B, Commanderie ⇒ C, Maison du Temple aux ordres d'un précepteur ⇒ M.
| Rang      | Etablissement         | Ville actuelle (ou à proximité)                   | Observations                                                                                                   |
| --------- | --------------------- | ------------------------------------------------- | --- |
| C         | Camerino              | Camerino                                          | Ancienne église San Sebastiano, musée des sciences naturelles                                                  |
| M         | Castignano            | Castignano                                        | Église Santa Maria del Borgo                                                                                   |
| M         | Monsampolo del Tronto | Monsampolo del Tronto                             | Église Santa Maria e San Paolo                                                                                 |
| M         | Montecassiano         | Montecassiano, hameau de « Sant'Egidio »          | [ 6 ] |
| CH        | Monte Cretaccio       | San Benedetto del Tronto, « Porto d'Ascoli (it) » | « La caserne pontificale », château ainsi qu'une place forte désignée sous le nom de Sainte-Marie de Sculcula, |
| C         | Perticano             | Sassoferrato, hameau de « Perticano (it) »        | Territoire touchant l'Ombrie,                                                                                  |
| B         | San Filippo de Plano  | Osimo, hameau de « Casenuove »                    | , |
| C / M (?) | Sant'Ansovino         | Arcevia, hameau d' « Avacelli (it) »              | [ 12 ] |
| C         | San Giovanni          | Ascoli Piceno                                     | Ancienne église San Giovanni ad Templum devenue un auditorium,                                                 |

| Localisation dans les Marches (Liens vers les articles correspondants) |
| --- |
| \| Abruzzes Latium Émilie-Romagne Ombrie Tos- cane Camerino Castignano Monsamp. Montecassiano Monte · Cretaccio Perticano Sant'Ansovino S. Filippo de Plano San Giovanni \| |
| Abruzzes Latium Émilie-Romagne Ombrie Tos- cane Camerino Castignano Monsamp. Montecassiano Monte · Cretaccio Perticano Sant'Ansovino S. Filippo de Plano San Giovanni       |